# Pseudonemesia
Pseudonemesia es un género de arañas migalomorfas de la familia Microstigmatidae. Se encuentra en Colombia y Venezuela.

## Lista de especies
Según The World Spider Catalog 13.5:
- Pseudonemesia kochalkai Raven & Platnick, 1981
- Pseudonemesia parva Caporiacco, 1955